# Chinita Ullmann
Chinita Ullmann, nascida Frieda Ullmann  ou Friedel Ullmann, (Porto Alegre, 14 de março de 1904 —São Paulo, 30 de maio de 1977 ) foi uma dançarina brasileira. É considerada uma pioneira da dança moderna no Brasil.

## Biografia
Frieda Ullmann era filha de Emil Paul Friedrich Ullmann (1870-1952) e Wanda Wilhelmine (1880-1944). Ela teve cinco irmãos. Seu pai emigrou da Silésia para o Brasil, onde a família de sua esposa, nascida na Alemanha, já estava estabelecida. Ullmann desenvolveu interesse precoce pela música e pintura, mas sua paixão era a dança. Como havia poucas oportunidades em seu país de origem para ser educada e se desenvolver ainda mais, ela foi para Dresden aos 15 anos e estudou dança com Mary Wigman. De 1925 a 1927 foi membro da companhia Wigman. Ela então se separou do grupo para realizar suas próprias noites de dança, o que lhe valeu o reconhecimento de críticos de dança como Artur Michel. Ela entrou na Alemanha como Friedel Ullmann; quando passou a usar o nome Chinita é desconhecido.
Chinita Ullmann viajou por toda a Europa, muitas vezes junto com Carletto Thieben, um ex-dançarino do Scala de Milão. Na temporada de 1929/30, ela se apresentou com a dançarina indiana Udai Shan-Kar e a dançarina alemã Gret Palucca no Teatro di Torino.  No final sa década de 1920,  Chinita Ullman fundou a própria escola de dança e ginástica em  Colônia (Hohenstaufenring 30). ela morava no distrito Lindenthal .  Entre seus alunos estavam Lieselotte Heymansohn, conhecida como Lotte Berk, e seu marido, o dançarino e compositor Ernst Berk. Como autora, Chinita Ullmann participou da revista Die Tanz-Gemeinschaft, editada pelo professor Wixman Felix Emmel, com tópicos como "dança de homens e mulheres" (sobre a diferença entre a expressão masculina e feminina na dança) ou "danças desconhecidas da América do Sul"  Em uma turnê em sua terra natal, Brasil, ela foi celebrada: "Magnífico espetáculo, novo, moderno, inédito no Rio até ontem" . Também fez turnê pela América Latina .
Posteriormente, Ullmann retornou à Europa, antes de finalmente se instalar no Brasil em 1932. No mesmo ano, foi uma das fundadoras da Sociedade Pró-Arte Moderna (SPAM) em São Paulo, que existe até hoje (a partir de 2018). Juntamente com sua aluna Kitty Bodenheim (1912 - 2003), também treinada na Alemanha, ela abriu a "Academia de Bailado", na qual a dança expressionista moderna de Wigman e os princípios do movimento foram transmitidos por Rudolf von Laban.  Sua casa era um local de encontro de criativos brasileiros como Lasar Segall, Gregori Warchavchik, Vittorio Gobbis, Tarsila do Amaral e Antonieta Rudge . Seus pais aparentemente se mudaram para a Alemanha porque seu pai foi registrado como agricultor em 1944 em Schöneiche (hoje Proszków) perto de Neumarkt, na Silésia, onde sua mãe morreu no mesmo ano. Emil Ullmann voltou para Porto Alegre, onde morreu em 1952 e foi enterrado no cemitério protestante de lá.
A partir de 1948, Chinita Ullmann trabalhou  como professora de expressão corporal na Escola de Arte Dramática (EAD) dirigida por Alfredo Mesquita. Em 1954, ela teve sua última aparição junto com o famoso dançarino brasileiro Décio Stuart. Depois se retirou para sua casa de campo, onde cultivava e criava orquídeas . Ela morreu em 1977; seus restos mortais foram cremados a seu pedido.
As atrizes brasileiras Myriam Muniz e Aracy Balabanian foram agraciadas com o Prémio Chinita Ullmann.

## Livretos do programa (seleção)
- Danze di Carletto ladrões primo ballerino dell'Opera di Berlino e Chinita Ullman   : stagione quinta 1929-30 . Società degli amici di Torino; Teatro di Torino.
- Chinita Ullman. Domingo, 8 de março de 1931, 11:15; Uma vez matinê de dança . Direção musical: Momme Mommsen . Máscaras: Peter Hoffmann. Trajes: Lotte Braumann. Dusseldorf, 1931